# Station Sathonay-Rillieux
Station Sathonay-Rillieux is een spoorwegstation in de Franse gemeente Sathonay-Camp.